# Glitterstjärtad skogsjuvel
Glitterstjärtad skogsjuvel (Tilmatura dupontii) är en fågel i familjen kolibrier.

## Utseende
Glitterstjärtad skogsjuvel är en liten kolibri med relativt kort näbb och en karakteristisk vit fläck på vardera sida om ryggens nedre del. Hanen har en brett vitbandad lång och kluven stjärt som den reser under födosök. Strupen är violblå och det vita bröstet kontrasterar mot den mörkgröna buken. Hos honan är stjärten kort och svart med vit spets. Undersidan är bjärt kanelbrun eller rostfärgad.

## Utbredning och systematik
Fågeln förekommer i ekskogar från västra Mexikos högland till norra Nicaragua. Arten är den enda i släktet Tilmatura och behandlas som monotypisk, det vill säga att den inte delas in i några underarter.

## Status
Glitterstjärtad skogsjuvel är en relativt fåtalig art, med en världspopulation som understiger 50 000 individer. Den har dock ett rätt stort utbredningsområde, beståndet anses stabilt och det föreligger inga substantiella hot mot arten. Internationella naturvårdsunionen IUCN listar den därför som livskraftig (LC).

## Namn
Fågelns vetenskapliga artnamn hedrar antingen Léonard Puech Dupont (1796–1828), fransk kolibrikännare, eller hans bror Richard-Henry Puech Dupont (1798–1873), entomolog och concholog som försåg Lesson med specimen från Léonards samling. På svenska har även varianterna glitterstjärtkolibri och glitterstjärtskogsjuvel förekommit.